# Mercedes Sanchordi García
Mercedes Sanchordi García   (Castelló de la Plana, 5 de novembre de 1969 - 18 d'octubre de 2018) fou una advocada i política valenciana, diputada a les Corts Valencianes en la V, VI i VII legislatures
Es llicencià en dret a la Universitat Jaume I i milita al PSPV-PSOE, partit amb el qual ha estat escollida regidora de l'ajuntament de Borriana a les eleccions municipals espanyoles de 1995 i diputada per la província de Castelló a les eleccions a les Corts Valencianes de 1999, 2003 i 2007. Fou secretària de la Comissió de Control de l'Actuació de la RTVV i Societats que en depenen en la V i VII Legislatures, i de la Comissió d'Obres Públiques i Transports en la VI Legislatura. En 2008 fou la primera parlamentària que va poder votar al Ple des de casa, ja que era de baixa per maternitat.
Morí l'octubre de 2018 després d'una llarga malaltia.